# Relatives Risiko
Das relative Risiko (RR) (auch Risikoverhältnis oder Risk Ratio) ist eine statistische Kennzahl zum Vergleich zweier Risiken, die in der Epidemiologie, Biometrie und Technometrie verwendet wird. Risiko wird dabei als die Wahrscheinlichkeit eines ungünstigen Ereignisses oder Schadenereignisses verstanden. Das relative Risiko gibt das Verhältnis der Risiken in zwei Gruppen an, die in unterschiedlichem Ausmaß einem Risikofaktor ausgesetzt sind. Ist eine Gruppe einem Risikofaktor ausgesetzt und die andere nicht, so ist es üblich, die Gruppe, die dem Risikofaktor nicht ausgesetzt ist, als Bezugsgruppe zu wählen. Typischerweise gilt dann RR > 1, es ist aber auch RR < 1 möglich, falls der Risikofaktor risikomindernd wirkt. Der Begriff relatives Risiko wird auch – etwas ungenau – für einen Schätzwert des relativen Risikos verwendet, der als Verhältnis von zwei relativen Häufigkeiten berechnet wird.

## Definition
In der medizinischen Statistik liegen häufig folgende Fragestellung und Datensituation vor. Gesucht ist ein Schätzwert für das relative Risiko
{\displaystyle RR:={\frac {P({\text{Erkrankung}}\mid {\text{exponiert}})}{P({\text{Erkrankung}}\mid {\text{nicht exponiert}})}}},
wobei {\displaystyle P(A|B)} die bedingte Wahrscheinlichkeit von Ereignis A, gegeben Ereignis B, beschreibt.

### Schätzung
Gegeben sind Beobachtungen von Erkrankungen oder Nichterkrankungen für Personen in einer Gruppe, die dem Risikofaktor exponiert ist, und einer nicht exponierten Gruppe. Die beobachteten Häufigkeiten a, b, c und d  sind in der Tabelle zusammengefasst.
|                                     | Anzahl der Personen mit Risikofaktor | Anzahl der Personen ohne Risikofaktor |
| Anzahl der erkrankten Personen      | a                                    | b                                     |
| Anzahl der nichterkrankten Personen | c                                    | d                                     |

Ein Schätzwert für das relative Risiko errechnet sich dann als
{\displaystyle {\hat {RR}}={\frac {a/(a+c)}{b/(b+d)}}}.
Dabei ist {\displaystyle a/(a+c)} die relative Häufigkeit der Erkrankten in der exponierten Gruppe und damit ein Schätzwert für die Wahrscheinlichkeit {\displaystyle P({\text{Erkrankung}}\mid {\text{ exponiert}})}. Der Ausdruck im Nenner, {\displaystyle b/(b+d)}, ist die relative Häufigkeit der Erkrankten in der nicht exponierten Gruppe und damit ein Schätzwert für die Wahrscheinlichkeit {\displaystyle P({\text{Erkrankung}}\mid {\text{nicht exponiert}})}.

## Interpretation des relativen Risikos
Das relative Risiko nimmt Werte zwischen 0 und Unendlich an. Ein Wert von 1 bedeutet, dass das Risiko in beiden Gruppen gleich ist. Es besteht dementsprechend kein Anhaltspunkt für einen Zusammenhang zwischen der untersuchten Erkrankung und dem Risikofaktor. Wenn der Wert größer 1 ist, ist das ein Hinweis auf einen möglichen positiven Zusammenhang zwischen einem Risikofaktor wie beispielsweise Rauchen und einer Erkrankung. Liegt das relative Risiko unter 1, hat die Exposition eine schützende (protektive) Wirkung, wie es beispielsweise bei Impfungen der Fall ist.
Inwieweit ein relatives Risiko von über 1 für den Risikofaktorenträger kritisch zu bewerten ist, hängt von unterschiedlichen Faktoren ab und muss deshalb genauer betrachtet werden. Herzinfarkte sind in Deutschland eine häufige Krankheit und auch Todesursache. „Raucher haben ein etwa 2,5-mal so hohes Infarktrisiko wie Nichtraucher.“ Durch den Risikofaktor Rauchen wird eine häufige Krankheits- und Todesursache somit noch häufiger und relevanter. Eine andere Bedeutung hat ein hohes relatives Risiko, in Fällen, in denen das Risiko Nichtexponierter sehr klein ist. Beispielsweise haben trainierte Läufer 30 Minuten nach einem Marathon ein 15-mal so hohes Risiko eines Herztodes wie im Alltag. Da die Gefahr aber insgesamt sehr gering ist, darf ein hohes relatives Risiko nicht überbewertet werden. Gegenüber dem relativen Risiko zieht das attributable Risiko deswegen auch in Betracht, wie häufig eine Krankheit überhaupt ist.

## Ein Beispiel mit fiktiven Daten
Angenommen, man möchte den Zusammenhang zwischen dem Auftreten von Herzinfarkten und Rauchen untersuchen.
Man beobachtet 10.000 Patienten und stellt fest, ob sie rauchen oder nicht, und ob sie schon einmal einen Herzinfarkt erlitten haben.
Es ergibt sich folgende Kreuztabelle:
|                                      | Anzahl der Personen, die rauchen | Anzahl der Personen, die nicht rauchen |
| Anzahl der Personen mit Herzinfarkt  | 130                              | 70                                     |
| Anzahl der Personen ohne Herzinfarkt | 1870                             | 7930                                   |

Es ergibt sich folgendes geschätztes relatives Risiko
{\displaystyle {\hat {RR}}={\frac {130/(130+1870)}{70/(70+7930)}}\approx 7{,}4}.
Das heißt, das Risiko einen Herzinfarkt zu erleiden, ist unter Rauchern etwa 7,4-mal so hoch wie unter Nichtrauchern. Dasselbe Ergebnis erhält man, wenn man die geschätzte Herzinfarktwahrscheinlichkeit von Rauchern ({\displaystyle {\hat {P_{R}}}} = 130 / 2000 = 6,5 %) durch die geschätzte Herzinfarktwahrscheinlichkeit von Nichtrauchern ({\displaystyle {\hat {P_{N}}}} = 70 / 8000 = 0,875 %) dividiert.

## Verwendung
Die Änderung des relativen Risikos durch eine bestimmte Behandlung wird in der Medizin häufig verwendet, um Aussagen eindrücklicher darzustellen.
Zum Beispiel wird bei den Untersuchungen zur Früherkennung von Krankheiten  die Änderung des relativen Risikos angegeben. Bei der Diskussion über das Mammographie-Screening zur Früherkennung von Brustkrebs zeigten Untersuchungen eine Reduktion des relativen Risikos um 20 %. Das heißt, durch die Untersuchung konnte einer von fünf Todesfällen verhindert werden. Bezogen auf alle untersuchten Frauen konnte durch die Untersuchung aber nur ein Todesfall je 1000 untersuchter Frauen verhindert werden.

## Unterschiedliche Datensituationen und Studiendesigns
Man unterscheidet zwischen kumulativer Inzidenz und Inzidenzrate. Die relative Häufigkeit {\displaystyle a/(a+c)} entspricht der kumulativen Inzidenz der mit dem Risikofaktor exponierten Gruppe und {\displaystyle b/(b+d)} der kumulativen Inzidenz der nicht exponierten Gruppe. Das relative Risiko lässt sich nur berechnen, wenn Angaben zur kumulativen Inzidenz bekannt sind. Wenn Angaben zur Inzidenz fehlen, wird das Chancenverhältnis verwendet. Es wird zwischen relativem Risiko bzw. Risiko-Verhältnis (englisch risk ratio) und Ratenverhältnis (englisch rate ratio) unterschieden. Liegt zur Berechnung die Inzidenzrate vor, kann man Zähler und Nenner nicht als Wahrscheinlichkeiten interpretieren, weshalb man von einem Ratenverhältnis (englisch rate ratio) bzw. relativer Rate, aber nicht von relativem Risiko (englisch oft auch risk ratio genannt) sprechen sollte. In prospektiven Studien (Kohortenstudien und randomisierten kontrollierten Studien) sind die kumulative Inzidenz oder Inzidenzrate bekannt, in retrospektiven Studien (Querschnitt- oder Fall-Kontroll-Studien) jedoch nicht, weshalb in letzteren das Chancenverhältnis verwendet wird.

## Zusammenhang mit dem Chancenverhältnis

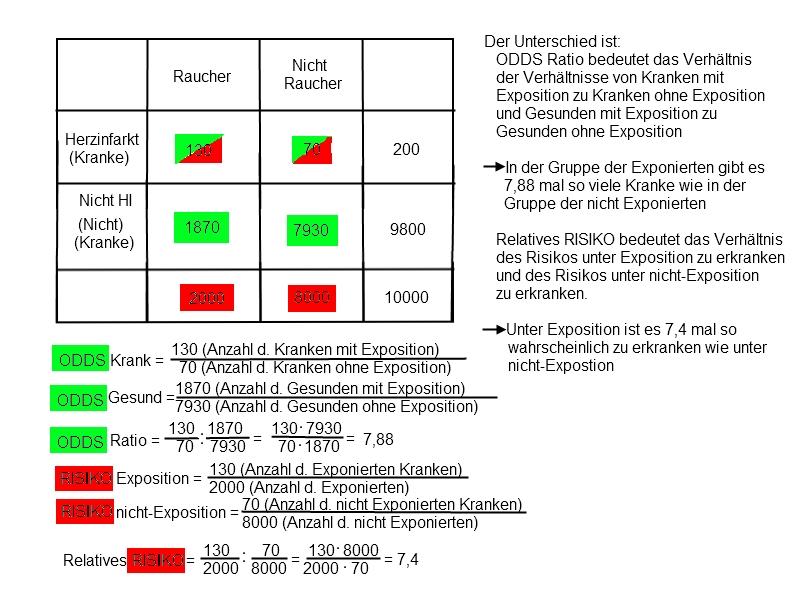
Unterschied Chancenverhältnis und relatives Risiko mit obigem Beispiel

Das relative Risiko ist verwandt mit dem Chancenverhältnis. Anders als das Chancenverhältnis kann man das relative Risiko aber nur errechnen, wenn die Randwahrscheinlichkeiten der Häufigkeitstabelle zufällig sind. D. h. die Anzahl der Erkrankten darf nicht durch das Studiendesign fest vorgegeben sein.
Wenn die Wahrscheinlichkeit zu erkranken gering ist, sind Chancenverhältnis und relatives Risiko ungefähr gleich.